# Гари Линекер
Гари Уинстън Линекер (на английски: Gary Winston Lineker), е английски футболист, роден на 30 ноември 1960 г. в Лестър.

## Кариера

### Клубна
Играе в Лестър до (1977 – 1985), Евертън (1985 – 1986), Барселона (1986 – 1989), Тотнъм (1989 – 1992) и Нагоя Грампус Ейт (1992 – 1994). Футболист №1 на Англия през 1986 и 1992 г. №2 в Европа през 1986 г. Носител на купата на Краля 1988 и на Англия 1991 г. Носител на КНК през 1989 г. Голмайстор през 1986 г. с 30 гола.

### Национален отбор
В националния отбор има 80 мача и 48 гола (трето постижение след Уейн Рууни (51 гола)и Боби Чарлтън, 49, който обаче има 26 мача повече от Линекер). Дебютира на 26 май 1984 г. срещу Шотландия. Участва на Световните първенства през 1986 г. и 1990 г., както и на Европейските първенства през 1988 г. и 1992 г. На Световното първенство през 1986 г. вкарва гол №1300 на Световни финали и впоследствие става и голмайстор на турнира с 6 попадения. Въпреки дългата си кариера Линекер никога не е получавал наказателен картон за груба игра. Носител на Ордена на Британската империя.

## Журналистическа дейност
Няколко дни след като Гари Линекер е водещ на предаването „Мач на деня“ (Match of the day). Той ще се завърне на екран, обявяват от Би Би Си (BBC). В петък бившият футболист и дългогодишен водещ е санкциониран от британската национална телевизия, като е свален от ефир заради критики към правителството. Той води спор за безпристрастност и отправя критики към правителството за миграционната му политика: „политиката е жестока към най-уязвимите, а езикът може да сравни с този, използван в Германия през 30-те години“ (на XX век).
Директорът на телевизията на Би Би Си, Тим Дейви обявява в официално съобщение, че Линекер се завръща на екран и в събота (18 март 2023) ще води „Мач на деня“.